# 马尔科·马丁内利
马尔科·马丁内利（義大利語：Marco Martinelli，1965年10月9日—），意大利前男子排球运动员。他曾代表意大利参加1990年世界男子排球锦标赛和1993年欧洲男子排球锦标赛，两项赛事均获得冠军。